# Prodidomus watongwensis
Prodidomus watongwensis är en spindelart som beskrevs av Cooke 1964. Prodidomus watongwensis ingår i släktet Prodidomus och familjen Prodidomidae.
Artens utbredningsområde är Tanzania. Inga underarter finns listade i Catalogue of Life.